# Torneo Nacional de Desarrollo M16 2016
El  Torneo Nacional de Desarrollo M16 de 2016 fue la primera edición del torneo para los seleccionados M16 de desarrollo de las uniones regionales afiliadas a la Unión Argentina de Rugby. La torneo se llevó a cabo el 28 y 30 de octubre de 2016 en Pergamino, Provincia de Buenos Aires.
La Unión Argentina de Rugby decidió crear esta nueva competición con el objetivo de fomentar el desarrollo y la formación de divisiones juveniles en los denominados "clubes en desarrollo", generalmente clubes del interior en sus respectivas uniones provinciales, permitiendo la participación de dichos clubes y jugadores en las estructuras y competencias de seleccionados representativos provinciales. Los equipos clasificados provinieron de las uniones provinciales con la mayor cantidad de jugadores fichados en la categoría pertinente, en este caso, jugadores nacidos entre el 2000 y 2001. Los equipos estuvieron limitados a seleccionar a jugadores provenientes de los determinado "clubes en desarrollo".
Los anfitriones, la Unión de Rugby del Oeste de Buenos Aires, se quedaron con el torneo de forma al invicta al vencer 35-13 a la Unión Cordobesa de Rugby en la final disputada en las instalaciones del Club de Gimnasia y Esgrima de Pergamino, sede del torneo. La Unión Entrerriana de Rugby se quedó con el tercer puesto al derrotar a la Unión de Rugby del Sur (Bahía Blanca). La Unión Entrerriana de Rugby ganó la Copa de Plata por ganar el partido por el 3.° puesto.

## Equipos participantes
Los doce equipos clasificados provinieron de las doce uniones provinciales con mayor cantidad de jugadores fichados en la categoría.
| Equipo        | Unión                                    | Part. |
| ------------- | ---------------------------------------- | ----- |
| Andina        | Unión Andina de Rugby                    | 1     |
| Córdoba       | Unión Cordobesa de Rugby                 | 1     |
| Entre Ríos    | Unión Entrerriana de Rugby               | 1     |
| Mar del Plata | Unión de Rugby de Mar del Plata          | 1     |
| Misiones      | Unión de Rugby de Misiones               | 1     |
| Nordeste      | Unión de Rugby del Nordeste              | 1     |
| Oeste         | Unión de Rugby del Oeste de Buenos Aires | 1     |
| Rosario       | Unión de Rugby de Rosario                | 1     |
| Salta         | Unión de Rugby de Salta                  | 1     |
| San Luis      | Unión de Rugby San Luis                  | 1     |
| Santa Fe      | Unión Santafesina de Rugby               | 1     |
| Sur           | Unión de Rugby del Sur                   | 1     |

## Primera fase

### Zona 1
| Pos. | Equipos  | Partidos | Partidos | Partidos | Tantos | Tantos | Tantos | Pts. |
| Pos. | Equipos  | G        | E        | P        | PF     | PC     | DP     | Pts. |
| ---- | -------- | -------- | -------- | -------- | ------ | ------ | ------ | ---- |
| 1.°  | Oeste    | 2        | 0        | 0        | 60     | 19     | +41    |      |
| 2.°  | Andina   | 1        | 0        | 1        | 27     | 44     | -17    |      |
| 3.°  | Santa Fe | 0        | 0        | 2        | 31     | 55     | -24    |      |

|  | Clasifica a semifinales            |
|  | Clasifica a semifinales 5.° puesto |
|  | Clasifica a semifinales 9.° puesto |

| 28 de octubre | Oeste | 32 - 0          | Andina | Club de Gimnasia y Esgrima, Pergamino |  |
|               |       | p.32-33 Reporte |        |                                       |  |

| 28 de octubre | Santa Fe | 12 - 27         | Andina | Club de Gimnasia y Esgrima, Pergamino |  |
|               |          | p.32-33 Reporte |        |                                       |  |

| 28 de octubre | Oeste | 28 - 19         | Santa Fe | Club de Gimnasia y Esgrima, Pergamino |  |
|               |       | p.32-33 Reporte |          |                                       |  |

### Zona 2
| Pos. | Equipos | Partidos | Partidos | Partidos | Tantos | Tantos | Tantos | Pts. |
| Pos. | Equipos | G        | E        | P        | PF     | PC     | DP     | Pts. |
| ---- | ------- | -------- | -------- | -------- | ------ | ------ | ------ | ---- |
| 1.°  | Sur     | 2        | 0        | 0        | 36     | 25     | +11    |      |
| 2.°  | Salta   | 1        | 0        | 1        | 32     | 12     | +20    |      |
| 3.°  | Rosario | 0        | 0        | 2        | 17     | 48     | -31    |      |

|  | Clasifica a semifinales            |
|  | Clasifica a semifinales 5.° puesto |
|  | Clasifica a semifinales 9.° puesto |

| 28 de octubre | Salta | 8 - 12          | Sur | Club de Gimnasia y Esgrima, Pergamino |  |
|               |       | p.32-33 Reporte |     |                                       |  |

| 28 de octubre | Rosario | 17 - 24         | Sur | Club de Gimnasia y Esgrima, Pergamino |  |
|               |         | p.32-33 Reporte |     |                                       |  |

| 28 de octubre | Salta | 24 - 0          | Rosario | Club de Gimnasia y Esgrima, Pergamino |  |
|               |       | p.32-33 Reporte |         |                                       |  |

### Zona 3
| Pos. | Equipos  | Partidos | Partidos | Partidos | Tantos | Tantos | Tantos | Pts. |
| Pos. | Equipos  | G        | E        | P        | PF     | PC     | DP     | Pts. |
| ---- | -------- | -------- | -------- | -------- | ------ | ------ | ------ | ---- |
| 1.°  | Córdoba  | 2        | 0        | 0        | 60     | 10     | +50    |      |
| 2.°  | Misiones | 1        | 0        | 1        | 28     | 36     | -8     |      |
| 3.°  | San Luis | 0        | 0        | 2        | 7      | 49     | -42    |      |

|  | Clasifica a semifinales            |
|  | Clasifica a semifinales 5.° puesto |
|  | Clasifica a semifinales 9.° puesto |

| 28 de octubre | Córdoba | 31 - 0          | San Luis | Club de Gimnasia y Esgrima, Pergamino |  |
|               |         | p.32-33 Reporte |          |                                       |  |

| 28 de octubre | Misiones | 18 - 7          | San Luis | Club de Gimnasia y Esgrima, Pergamino |  |
|               |          | p.32-33 Reporte |          |                                       |  |

| 28 de octubre | Córdoba | 29 - 10         | Misiones | Club de Gimnasia y Esgrima, Pergamino |  |
|               |         | p.32-33 Reporte |          |                                       |  |

### Zona 4
| Pos. | Equipos       | Partidos | Partidos | Partidos | Tantos | Tantos | Tantos | Pts. |
| Pos. | Equipos       | G        | E        | P        | PF     | PC     | DP     | Pts. |
| ---- | ------------- | -------- | -------- | -------- | ------ | ------ | ------ | ---- |
| 1.°  | Entre Ríos    | 2        | 0        | 0        | 58     | 10     | +48    |      |
| 2.°  | Mar del Plata | 1        | 0        | 1        | 46     | 17     | +29    |      |
| 3.°  | Nordeste      | 0        | 0        | 2        | 0      | 77     | -77    |      |

|  | Clasifica a semifinales            |
|  | Clasifica a semifinales 5.° puesto |
|  | Clasifica a semifinales 9.° puesto |

| 28 de octubre | Mar del Plata | 36 - 0          | Nordeste | Club de Gimnasia y Esgrima, Pergamino |  |
|               |               | p.32-33 Reporte |          |                                       |  |

| 28 de octubre | Entre Ríos | 41 - 0          | Nordeste | Club de Gimnasia y Esgrima, Pergamino |  |
|               |            | p.32-33 Reporte |          |                                       |  |

| 28 de octubre | Mar del Plata | 10 - 17         | Entre Ríos | Club de Gimnasia y Esgrima, Pergamino |  |
|               |               | p.32-33 Reporte |            |                                       |  |

## Fase final
|  | Semifinales | Semifinales | Semifinales |         |       | Final            | Final            | Final            |  |
|  |             |             |             |         |       |                  |                  |                  |  |
|  |             |             |             |         |       |                  |                  |                  |  |
|  | Oeste       | Oeste       | 22          |         |       |                  |                  |                  |  |
|  | Oeste       | Oeste       | 22          |         |       |                  |                  |                  |  |
|  | Entre Ríos  | Entre Ríos  | 0           |         |       |                  |                  |                  |  |
|  | Entre Ríos  | Entre Ríos  | 0           |         | Oeste | Oeste            | 35               |                  |  |
|  |             |             |             |         | Oeste | Oeste            | 35               |                  |  |
|  |             |             | Córdoba     | Córdoba | 13    |                  |                  |                  |  |
|  | Sur         | Sur         | Córdoba     | Córdoba | 13    | 7                |                  |                  |  |
|  | Sur         | Sur         |             |         |       | 7                |                  |                  |  |
|  | Córdoba     | Córdoba     | 12          |         |       | Final 3.° puesto | Final 3.° puesto | Final 3.° puesto |  |
|  | Córdoba     | Córdoba     | 12          |         |       | Final 3.° puesto | Final 3.° puesto | Final 3.° puesto |  |
|  |             |             |             |         |       |                  |                  |                  |  |
|  |             |             |             |         |       | Entre Ríos       | Entre Ríos       | 12               |  |
|  |             |             |             |         |       | Entre Ríos       | Entre Ríos       | 12               |  |
|  |             |             |             |         |       | Sur              | Sur              | 5                |  |
|  |             |             |             |         |       | Sur              | Sur              | 5                |  |
|  |             |             |             |         |       |                  |                  |                  |  |

|  | Semifinales 5.° puesto | Semifinales 5.° puesto | Semifinales 5.° puesto |       |        | Final 5.° puesto | Final 5.° puesto | Final 5.° puesto |  |
|  |                        |                        |                        |       |        |                  |                  |                  |  |
|  |                        |                        |                        |       |        |                  |                  |                  |  |
|  | Andina                 | Andina                 | 15                     |       |        |                  |                  |                  |  |
|  | Andina                 | Andina                 | 15                     |       |        |                  |                  |                  |  |
|  | Mar del Plata          | Mar del Plata          | 10                     |       |        |                  |                  |                  |  |
|  | Mar del Plata          | Mar del Plata          | 10                     |       | Andina | Andina           | 14               |                  |  |
|  |                        |                        |                        |       | Andina | Andina           | 14               |                  |  |
|  |                        |                        | Salta                  | Salta | 5      |                  |                  |                  |  |
|  | Salta                  | Salta                  | Salta                  | Salta | 5      | 14               |                  |                  |  |
|  | Salta                  | Salta                  |                        |       |        | 14               |                  |                  |  |
|  | Misiones               | Misiones               | 0                      |       |        | Final 7.° puesto | Final 7.° puesto | Final 7.° puesto |  |
|  | Misiones               | Misiones               | 0                      |       |        | Final 7.° puesto | Final 7.° puesto | Final 7.° puesto |  |
|  |                        |                        |                        |       |        |                  |                  |                  |  |
|  |                        |                        |                        |       |        | Mar del Plata    | Mar del Plata    | 49               |  |
|  |                        |                        |                        |       |        | Mar del Plata    | Mar del Plata    | 49               |  |
|  |                        |                        |                        |       |        | Misiones         | Misiones         | 13               |  |
|  |                        |                        |                        |       |        | Misiones         | Misiones         | 13               |  |
|  |                        |                        |                        |       |        |                  |                  |                  |  |

|  | Semifinales 9.° puesto | Semifinales 9.° puesto | Semifinales 9.° puesto |         |          | Final 9.° puesto  | Final 9.° puesto  | Final 9.° puesto  |  |
|  |                        |                        |                        |         |          |                   |                   |                   |  |
|  |                        |                        |                        |         |          |                   |                   |                   |  |
|  | Santa Fe               | Santa Fe               | 15                     |         |          |                   |                   |                   |  |
|  | Santa Fe               | Santa Fe               | 15                     |         |          |                   |                   |                   |  |
|  | Nordeste               | Nordeste               | 10                     |         |          |                   |                   |                   |  |
|  | Nordeste               | Nordeste               | 10                     |         | Santa Fe | Santa Fe          | 17                |                   |  |
|  |                        |                        |                        |         | Santa Fe | Santa Fe          | 17                |                   |  |
|  |                        |                        | Rosario                | Rosario | 3        |                   |                   |                   |  |
|  | Rosario                | Rosario                | Rosario                | Rosario | 3        | 33                |                   |                   |  |
|  | Rosario                | Rosario                |                        |         |          | 33                |                   |                   |  |
|  | San Luis               | San Luis               | 0                      |         |          | Final 11.° puesto | Final 11.° puesto | Final 11.° puesto |  |
|  | San Luis               | San Luis               | 0                      |         |          | Final 11.° puesto | Final 11.° puesto | Final 11.° puesto |  |
|  |                        |                        |                        |         |          |                   |                   |                   |  |
|  |                        |                        |                        |         |          | Nordeste          | Nordeste          | 26                |  |
|  |                        |                        |                        |         |          | Nordeste          | Nordeste          | 26                |  |
|  |                        |                        |                        |         |          | San Luis          | San Luis          | 14                |  |
|  |                        |                        |                        |         |          | San Luis          | San Luis          | 14                |  |
|  |                        |                        |                        |         |          |                   |                   |                   |  |

## Tabla de posiciones
| 1.°  | Oeste         | 4 | 0 | 0 | 117 | 32  | +85 |
| 2.°  | Córdoba       | 3 | 0 | 1 | 85  | 52  | +33 |
| 3.°  | Entre Ríos    | 3 | 0 | 1 | 70  | 37  | +33 |
| 4.°  | Sur           | 2 | 0 | 2 | 48  | 49  | -1  |
| 5.°  | Andina        | 3 | 0 | 1 | 56  | 59  | -3  |
| 6.°  | Salta         | 2 | 0 | 2 | 51  | 26  | +25 |
| 7.°  | Mar del Plata | 2 | 0 | 2 | 105 | 45  | +60 |
| 8.°  | Misiones      | 1 | 0 | 3 | 41  | 99  | -58 |
| 9.°  | Santa Fe      | 2 | 0 | 2 | 63  | 68  | -5  |
| 10.° | Rosario       | 1 | 0 | 3 | 53  | 65  | -12 |
| 11.° | Nordeste      | 1 | 0 | 3 | 36  | 106 | -70 |
| 12.° | San Luis      | 0 | 0 | 4 | 21  | 108 | -87 |

|  | Campeón.               |
|  | Campeón Copa de Plata. |

| Bandera de la Provincia de Buenos Aires |
| Campeón Oeste Primer título             |